# El momento de la verdad
El momento de la verdad es un programa de concursos conducido por Sergio Lagos y transmitido por Canal 13. Este programa es el sucesor de Vértigo en los llamados "jueves de verdad", creado en la temporada 2017 de Vértigo.

## Formato
Se invitan a 2 personas en cada episodio: un desconocido y algún famoso, y le hacen un total de 21 preguntas, si las responde todas con la verdad se lleva un total de $50 000 000, el concursante no sabe lo que dijo el polígrafo. En el estudio lo están viendo algunas personas conocidas por el (esposo, esposa, hijo, mejor amigo, etc.), ellos tendrán un botón rojo enfrente para evitar que el concursante responda una pregunta, tendrán solo 1 oportunidad de usarlo y si lo ocupan al concursante se le hace otra pregunta.
El concursante se puede retirar cuando quiera y se lleva el monto de dinero que tiene hasta ese momento, pero si alguna pregunta la responde falsa se va sin dinero.

## Pisos de dinero
Los pisos de dinero son una serie de preguntas con las cuales se gana una cierta cantidad de dinero, si se responden todas con la verdad, suman la cantidad de dinero que está en juego.
- Piso 1= 6 preguntas por $1 000 000.
- Piso 2= 5 preguntas por $2 500 000.